# Mrauk U
Mrauk U también conocida como Mrohaung, (ciudad de Arracão, de los relatos portugueses de los siglos XVI e XVII) (en idioma birmano မြောက်‌ဦးမြို့) es una ciudad, lugar arqueológico y foco de atracción turística de Birmania, al nordeste del estado de Rakáin y al oeste del rio Kaladan, cercano a la frontera con Bangladés. Fue la capital del reino de Mrauk U, también conocido como reino de Arakan, el más importante y poderoso reino Rakhine (Arakanés) entre 1430 y 1785.
Hoy en día quedan las ruinas de una antigua fortaleza con tres recintos cuadrados uno dentro del otro con murallas de piedra de considerable anchura y también quedan restos de la muralla exterior de la ciudad y la plataforma donde se encontraba el palacio.

## Templos de Mrauk U

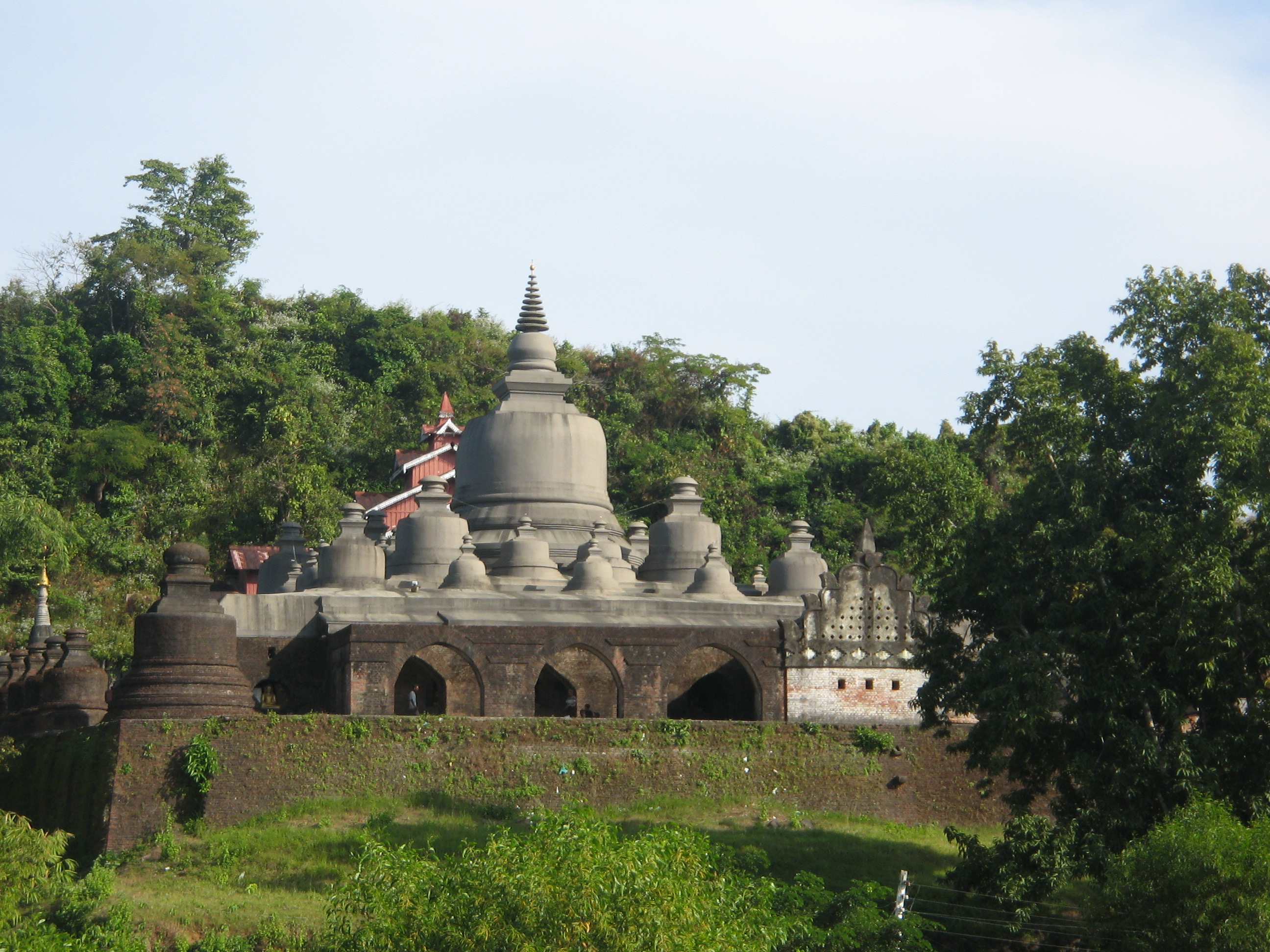
templo de Shitthaung (2008).

La lista que sigue representa las construcciones religiosas más notables de la ciudad y sus alrededores.
- Templo de Shitthaung
- Templo de Htukkanthein
- Templo de Koe-thaung
- Sala de ordinação Andaw-thein
- Templo de Le-myet-hna
- Pagodas de las cinco Mahn
  - Pagoda de Mingala-Mahn-Aung
  - Pagoda de Ratna-Mahn-Aung
  - Pagoda de Sakya-Mahn-Aung
  - Pagoda de Lawka-Mahn-Aung
  - Pagoda de Zina-Mahn-Aung
- Templo de Sanda Muni
- Monasterio Bandoola Kyaung

Los monumentos son principalmente budistas, pero se encuentran también de otras religiones, como la mezquita Santikan, construida durante el reinado de Min Saw Mon al suroeste de la ciudad.

## Turismo
Actualmente, Mrauk U es un enclave arqueológico y turístico. Su principal atractivo son sus templos budistas y las ruinas de la ciudad. Los restos del palacio principal forman el centro de la ciudad. El modo más común de viajar hasta Mrauk U es, desde Sittwe, remontando en barco el río Kaladan.